# 英國皇家天文學會
英國皇家天文學會（英語：Royal Astronomical Society，縮寫：RAS），是由英國天文學家組成的天文研究團體。總部位於倫敦。目的是為了增進天文學、行星科學、地球物理學及其他與天文相關學科的研究。在國際天文聯會中代表英國，也是國際科學理事會的成員。

## 歷史
英國皇家天文學會在1820年成立於倫敦，原名倫敦天文學會。成立之初的成員主要是「紳士天文學家」而非專業人士。1831年英王喬治四世授予倫敦天文學會皇家特許狀，成為皇家天文學會。1915年開放女性入會。

英國皇家天文學會會徽。

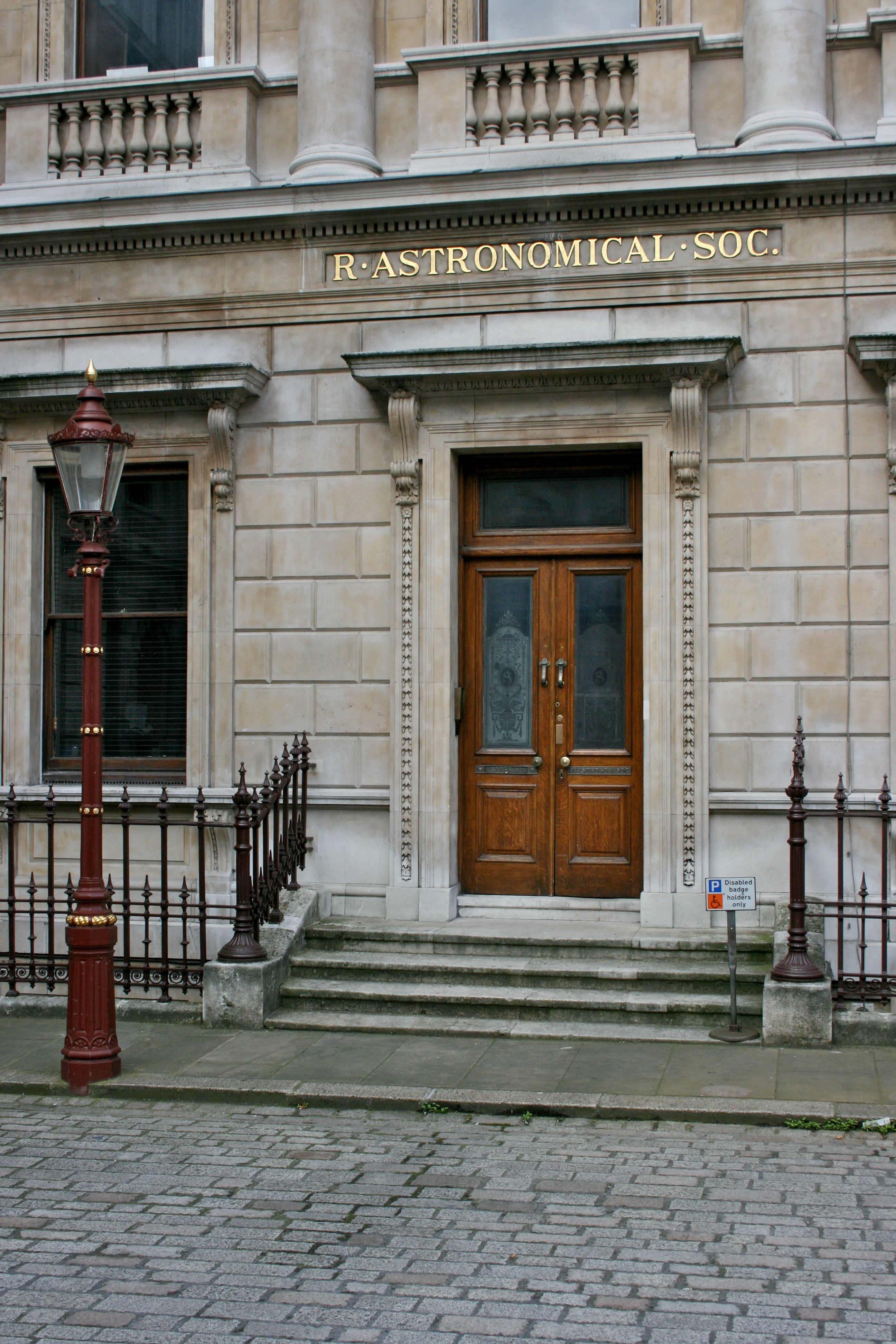
位於伯林顿府的英國皇家天文學會會址。

今日英國皇家天文學會有超過三千名會員，其中大約三分之一住在英國之外。皇家天文學會會員簡稱「FRAS」（Fellow of Royal Astronomical Society）。

## 皇家天文學會之友
2009年起英國皇家天文學會開放對天文和地球物理有興趣的非專業一般大眾成為皇家天文學會之友（Friends of the RAS）。並且針對社會大眾舉辦演講、參觀和社會活動。

## 出版刊物
出版天文和地球物理學術期刊是英國皇家天文學會最主要的任務。出版刊物如下：
- 皇家天文學會月報 (Monthly Notices of the Royal Astronomical Society, MNRAS): 1827年始。
- 國際地球物理期刊（英语：Geophysical Journal International）(GeoJI): 1989 年始。與德國地球物理學會（英语：German Geophysical Society）合作發行。
- 皇家天文學會季刊：(Quarterly Journal of the Royal Astronomical Society, QJRAS)：1960年至1996年。
- 天文學與地球物理學（英语：Astronomy & Geophysics）:1997年始，皇家天文學會季刊的後繼，卷數延續皇家天文學會季刊。

2024年1月起，英國皇家天文學會出版的所有期刊以開放獲取的模式對所有用戶開放。

## 歷任會長
首任皇家天文學會會長是威廉·赫歇爾爵士。現任會長是大卫·索思伍德（David Southwood）。
其他曾任皇家天文學會會長的英國天文學家：
- 馬丁·芮斯
- 約瑟琳·貝爾·伯奈爾
- 弗朗西斯·貝利
- 喬治·比德爾·艾里
- 約翰·柯西·亞當斯
- 唐納德·林登貝爾
- 阿瑟·凱萊
- 弗兰克·沃森·戴森
- 亞瑟·愛丁頓
- 約翰·弗里德里希·威廉·赫歇爾：威廉·赫歇爾的兒子。
- 弗雷德·霍伊爾
- 喬治·達爾文：查爾斯·達爾文的次子。
- 詹姆士·金斯
- 威廉·拉塞爾
- 伯納德·洛伊耳
- 威廉·哈金斯
- 羅傑·戴維斯

完整歷任會長名單請參見英國皇家天文學會會長列表。

## 獎項
- 金質獎章，是皇家天文學會所有獎項中最高者。著名獲獎人有阿爾伯特·愛因斯坦（1926年）、史蒂芬·霍金（1985年）。[2]
- 愛丁頓獎章：理論天文物理方面獎項。[3]
- 赫歇爾獎章：觀測天文物理方面獎項。[3]
- 查普曼獎章：太陽物理學、地磁和高層大氣物理學（Aeronomy）方面獎項。[3]
- 普萊斯獎章（英语：Price Medal）：地球物理學、海洋學、行星科學方面獎項。[3]
- 傑克森－葛威特獎章（英语：Jackson-Gwilt Medal）：天文儀器與技術、天文史方面獎項。[3]

## 外部連結
- 英國皇家天文學會官方網站 （页面存档备份，存于）
- Astronomy & Geophysics （页面存档备份，存于）
- Geophysical Journal International （页面存档备份，存于）
- Monthly Notices of the Royal Astronomical Society （页面存档备份，存于）
- The Astrobiology Society of Britain （页面存档备份，存于）
- The Astrophysical Chemistry Group （页面存档备份，存于）
- The British Geophysical Association
- Magnetosphere Ionosphere and Solar-Terrestrial （页面存档备份，存于）
- UK Planetary Forum
- UK Solar Physics （页面存档备份，存于）